# Biloxi (Mississippi)
Biloxi je město v americkém státu Mississippi. Město leží na poloostrově mezi Mexickým zálivem na jihu a Biloxijským zálivem na severu. 
V roce 2010 tu oficiálně žilo 44 054 obyvatel.
V roce 2005 zasáhl město hurikán Katrina, jehož následkem byly nepřístupné cesty a dočasná izolace města od zbytku světa.

## Historie
V roce 1699 se sem doplavil francouzský objevitel Pierre Le Moyne d’Iberville, který toto území prohlásil za území Francie. Pod názvem Fort Maurepas se osada stala mezi roky 1699 a 1702 prvním hlavním městem Louisiany. Tato osada byla známá také jako Staré Biloxi (Old Biloxi). Nové Biloxi (původně Fort Louis), což je dnešní město Biloxi, bylo hlavním městem Louisiany mezi roky 1719 a 1722.
Během 80. let 19. století se sem přistěhovali obvykle Dalmatští Slované, aby našli práci v rybolovu. Během krátkého období narostl počet obyvatel Biloxi skokově z asi 1500 na takřka 3000.

## Ekonomika
V průběhu 90. let se ve městě začaly rozpínat kasina, poté co bylo provozování hazardních her v roce 1990 legalizováno,
a jejich rozmach nenarušil ani hurikán Katrina v roce 2005.

### Související čtení
- Jackson, hlavní město státu Mississippi
- Jean-Baptiste Le Moyne de Bienville
- Mississippi Sea Wolves
- Mississippi Surge